# Stuttgarter Vorortverkehr

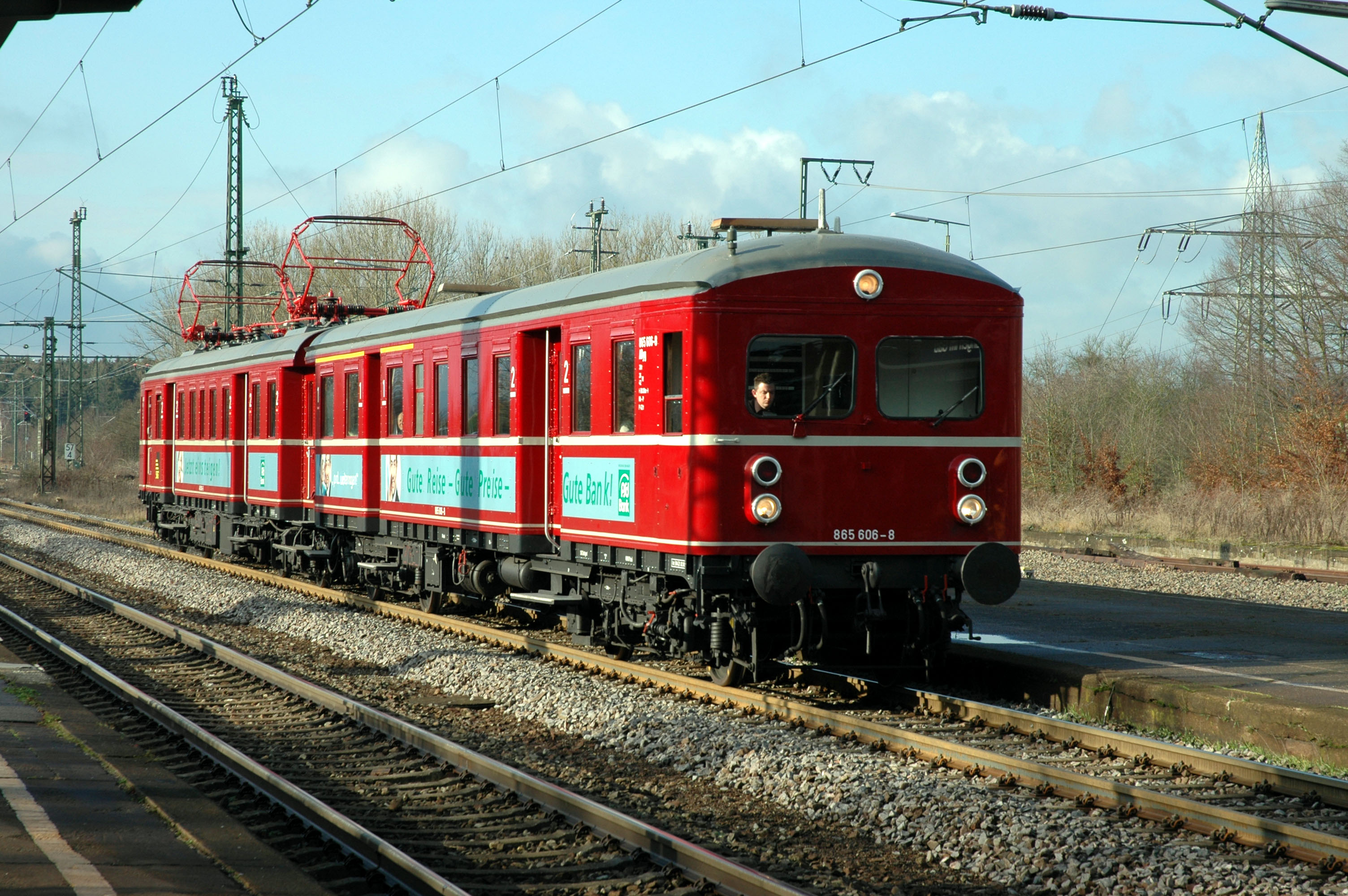
Die elektrischen Triebzüge der Baureihe ET 65 wurden speziell für den Stuttgarter Vorortverkehr entwickelt. Museal erhalten blieb der Zug ET 65 006 / ES 65 006, hier 2006 im Bahnhof Eutingen im Gäu

Der elektrisch betriebene Stuttgarter Vorortverkehr war ein Nahverkehrssystem in der Region Stuttgart, das ab 1933 bestand und zwischen 1978 und 1985 durch die S-Bahn Stuttgart abgelöst wurde. Merkmale waren ein Taktfahrplan, die überwiegende Verwendung von Triebwagen und eine eigene Infrastruktur im Kernbereich, auf welcher der Vorortverkehr „schon seit den 1930er Jahren annähernd S-Bahn-Qualität hatte“. Lediglich ein gesonderter Beförderungstarif existierte nicht. Stuttgart war damit die erste deutsche Großstadt, in der Wechselstromtriebwagen unter dem gebräuchlichen Stromsystem von 15 kV / 16,7 Hz nach starrem Fahrplan verkehrten.

## Geschichte

### Vorgeschichte

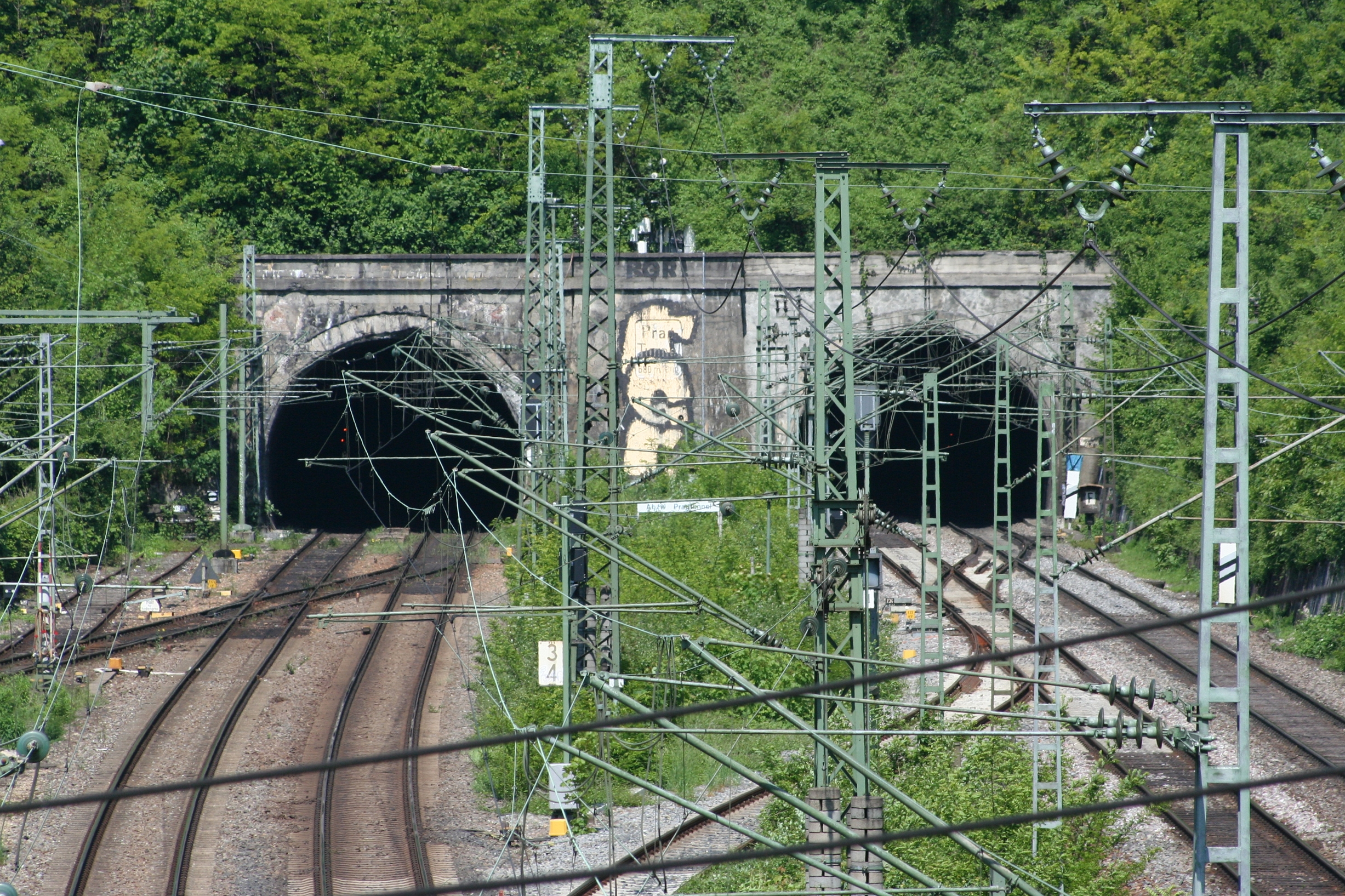
Mit dem Bau der zweiten Röhre des Pragtunnels, hier rechts im Bild, begannen 1908 die Ausbaumaßnahmen für den Stuttgarter Vorortverkehr

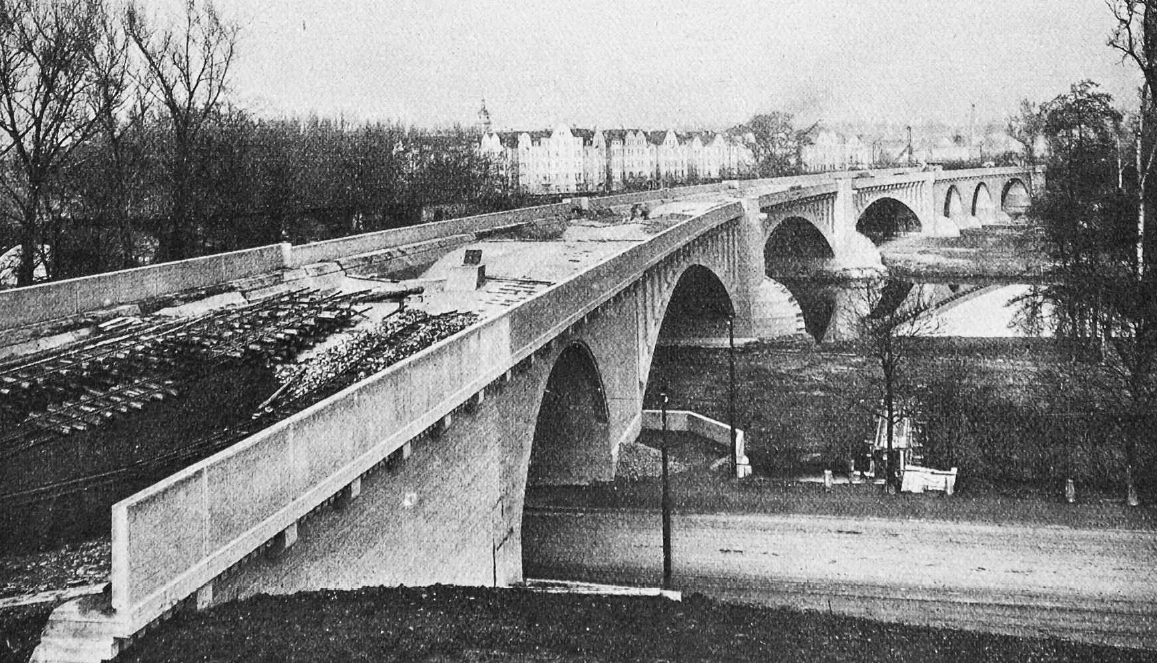
Februar 1914, die neue viergleisige Rosensteinbrücke kurz vor ihrer Fertigstellung

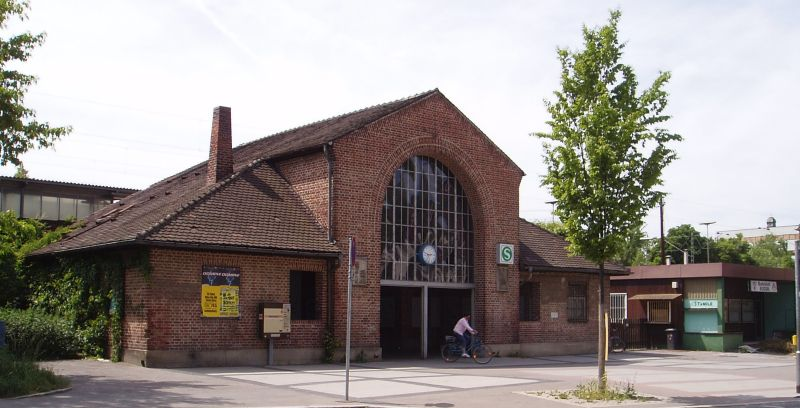
Der Haltepunkt Esslingen-Mettingen wurde bis 1922 für den Vorortverkehr erweitert und erhielt damals ein neues Empfangsgebäude von Paul Bonatz

Im Zuge der fortschreitenden Industrialisierung entwickelte sich schon vor dem Ersten Weltkrieg ein starker Pendlerverkehr zwischen Stuttgart und seinen Vororten. Viele Menschen aus dem Umland fuhren zwar zur Arbeit in die Landeshauptstadt, wollten aber nicht auf ihre angestammten Häuser samt Grundstücken verzichten, sodass täglich oft weite Strecken in Kauf genommen wurden. Die Königlich Württembergischen Staats-Eisenbahnen kamen ihren Stammfahrgästen dabei mit günstigen Wochen- und Monatskarten entgegen. Doch konnten die drei auf Stuttgart zulaufenden zweigleisigen Strecken, namentlich die Ostbahn, die Nordbahn und die Bahnstrecke Stuttgart–Horb, den zunehmenden Nahverkehr auf Dauer ebenso wenig verkraften wie der alte Stuttgarter Hauptbahnhof mit seinen nur acht Bahnsteiggleisen.
Zur Verbesserung der Verhältnisse beschloss der Württembergische Landtag daher am 13. August 1907 das Gesetz, betr. den Umbau des Hauptbahnhofs Stuttgart und weitere Eisenbahn- Neu- und Erweiterungsbauten zwischen Ludwigsburg und Plochingen. Es sah im Wesentlichen die Verdoppelung der Gleiskapazität im Hauptbahnhof sowie die Errichtung paralleler zweigleisiger Strecken für den Nahverkehr vor, die sogenannten Vorortgleise. Die bereits vorhandenen Strecken wurden später in Abgrenzung dazu Ferngleise genannt.
Die Bauarbeiten begannen im Oktober 1908 mit der zweiten Röhre für den Pragtunnel, während der Neubau des Hauptbahnhofs erst ab 1914 in Angriff genommen wurde. Kriegsbedingt verzögerte sich schließlich das gesamte Vorortprojekt, unter anderem weil der Hauptbahnhof als zentraler Baustein des Vorhabens zwar schon 1922 provisorisch eröffnet aber erst 1928 vollendet werden konnte. Darüber hinaus mussten die bereits vorhandenen Stationen Stuttgart-Bad Cannstatt, Stuttgart-Untertürkheim, Stuttgart-Obertürkheim, Esslingen-Mettingen, Esslingen (Neckar), Stuttgart Nord, Feuerbach, Zuffenhausen, Kornwestheim Pbf und Ludwigsburg entsprechend erweitert werden, besonders aufwändig war zudem der Neubau von Rosensteintunnel und Rosensteinbrücke sowie die Anlage von Überwerfungsbauwerken um Trassenkonflikte mit der Fernbahn zu vermeiden.
Die Errichtung der Vorortgleise ging somit nur schleppend voran, der Ausbau des Abschnitts Esslingen (Neckar)–Plochingen wurde bis auf weiteres zurückgestellt. Letztlich ging die neue Infrastruktur erst wie folgt in Betrieb:
| 26. Mai 1925:      | Stuttgart Hbf–Stuttgart-Bad Cannstatt      | 13,21 Kilometer | heutige Streckennummer 4701 |
| 14. Oktober 1931:  | Stuttgart-Bad Cannstatt–Esslingen (Neckar) | 13,21 Kilometer | heutige Streckennummer 4701 |
| 16. November 1925: | Stuttgart Hbf–Feuerbach                    | 13,93 Kilometer | heutige Streckennummer 4801 |
| Mai 1926:          | Feuerbach–Zuffenhausen–Posten 12           | 13,93 Kilometer | heutige Streckennummer 4801 |
| 1929:              | Posten 12–Kornwestheim Pbf–Ludwigsburg     | 13,93 Kilometer | heutige Streckennummer 4801 |

Im Zuge der noch in den 1920er Jahren begonnenen Fernbahnelektrifizierung von München nach Stuttgart, nutzte die mittlerweile zuständige Deutsche Reichsbahn schließlich die Gelegenheit, auch den Stuttgarter Vorortverkehr auf elektrischen Betrieb umzustellen, mit der Folge, dass dieser eine Zeit lang vom Walchenseekraftwerk in Oberbayern aus mit Bahnstrom versorgt wurde. Hierzu schlossen der Volksstaat Württemberg und die Deutsche Reichsbahn in den Jahren 1927 und 1930 entsprechende Verträge ab, die Ausführung und Finanzierung der 1932 in Angriff genommenen Elektrifizierung regelten. Von dieser versprach man sich sowohl eine Beschleunigung als auch eine Kapazitätsausweitung des Vorortverkehrs. Wegen der besseren Beschleunigung und Ausnutzung der Zuglänge sollte dieser mit elektrischen Triebwagen durchgeführt werden, einen lokomotivbespannten Vorortverkehr hatte man in Stuttgart zu keiner Zeit ernsthaft erwogen. Einen Teil der Investitionskosten von insgesamt 52 Millionen Reichsmark streckte dabei das Land Württemberg in Form eines Darlehens vor, auch um die damals große Arbeitslosigkeit zu mildern.

### Aufnahme des elektrischen Betriebs im Jahr 1933

Eigenständige Kursbuchtabelle 314 des Vorortverkehrs aus dem Jahr 1939, am rechten Rand der explizite Hinweis auf den Taktverkehr. Der Ludwigsburger Ast war damals in der Tabelle 314a aufgeführt.

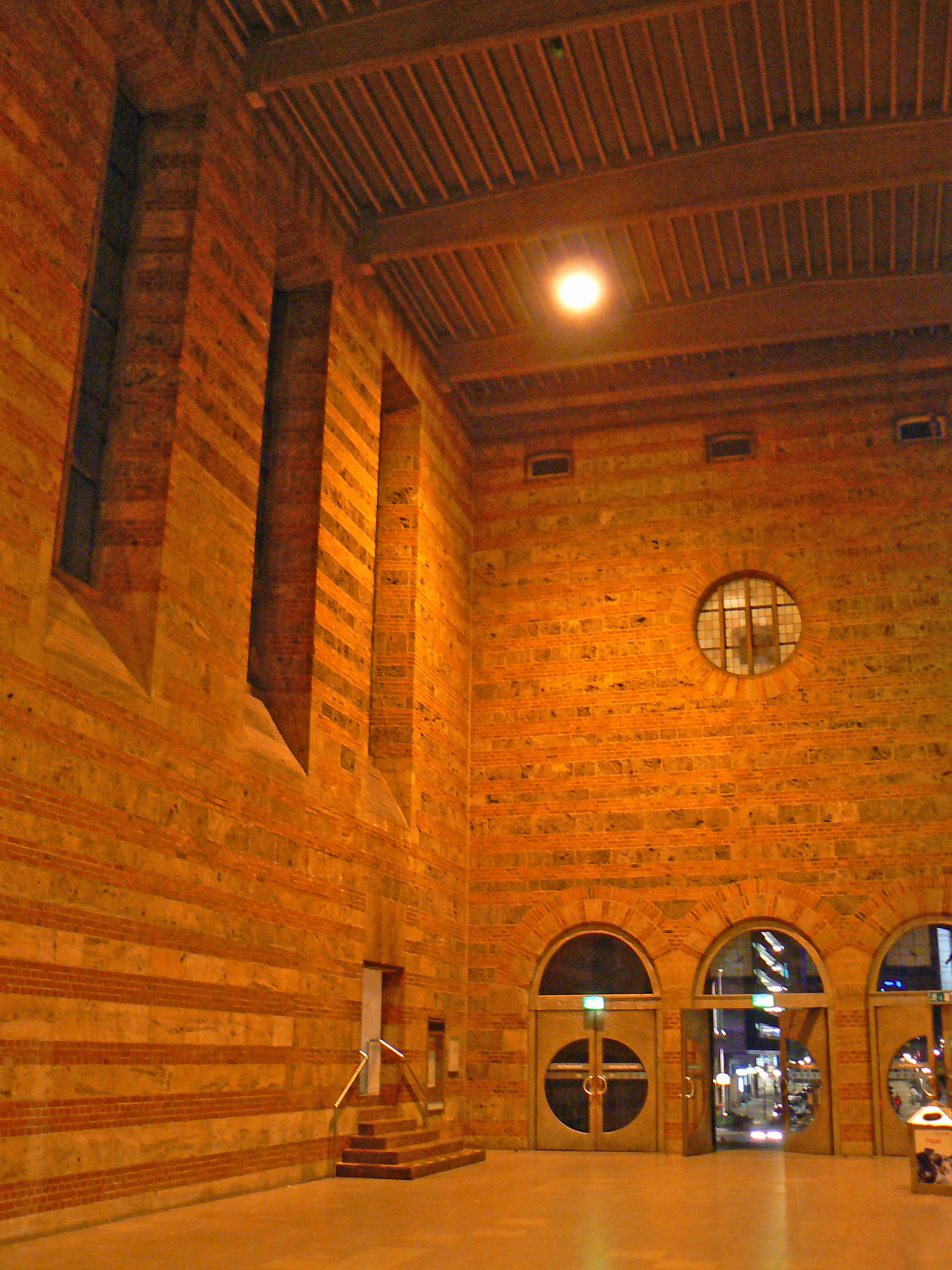
Die früher ausschließlich vom Vorortverkehr genutzte Kleine Schalterhalle im Stuttgarter Hauptbahnhof

Der planmäßige elektrische Vorortverkehr begann am 15. Mai 1933. Die Stammstrecke Esslingen (Neckar)–Stuttgart Hbf–Ludwigsburg wurde dabei – als eine der ersten deutschen Eisenbahnstrecken überhaupt – von Beginn an im starren 20-Minuten-Takt bedient, wobei die Züge drei Minuten zum Fahrtrichtungswechsel im Stuttgarter Hauptbahnhof hielten. Auf dem Esslinger Streckenast benötigten die Züge in beiden Richtungen je 18 Minuten, auf dem Ludwigsburger Streckenast waren es 18 Minuten stadteinwärts und 19 Minuten stadtauswärts. Die Personenzüge (P) führten die zweite und dritte Wagenklasse und boten außerdem die Gepäckbeförderung an.
Einen Teil der Fahrten band die Deutsche Reichsbahn schon 1933 von und nach Plochingen und vereinzelt sogar von und nach Geislingen (Steige) durch, wobei diese sich östlich von Esslingen (Neckar) in den übrigen Zugverkehr einfädeln mussten und deshalb dort nicht im Takt fuhren. Ebenfalls von Beginn an mit elektrischen Vorortzügen befahren wurde die Güterumgehungsbahn Stuttgart-Untertürkheim–Kornwestheim, auf ihr fuhren allerdings schon damals nur einzelne Züge in den Hauptverkehrszeiten.
Im Stuttgarter Hauptbahnhof wurde der Vorortverkehr dabei planmäßig über die Gleise 1 bis 6 abgewickelt. Betrieblich war es möglich die Gleise 1 bis 4 von und nach Bad Cannstatt sowie die Gleise 4 bis 7 von und nach Feuerbach zu nützen. Der Abfertigung des Vorortverkehrs stand dabei exklusiv die sogenannte Kleine Schalterhalle zur Verfügung, die deshalb auch Vorortschalterhalle hieß.
Der Stuttgarter Vorortverkehr des Jahres 1933 unterschied sich dabei von dem anderer Großstädte durch die weniger stark ausgeprägte Häufung des Verkehrs von und zum Hauptbahnhof. Dies hing mit dem Stuttgarter Talkessel und dem damit begrenzten Aufnahmevermögen des Stadtkerns zusammen. Die aufblühende Industrie war somit gezwungen, sich an den nach außen führenden Straßen anzusiedeln. So ließen sich die Betriebe mit den meisten Arbeitnehmern im Neckartal bis Esslingen am Neckar und in Richtung Ludwigsburg bis Kornwestheim nieder. Die Folge war in den Hauptverkehrszeiten ein auf fast allen Halten des Vorortverkehrs lebhafter Zu- und Abgang von Reisenden und eine annähernd gleiche Zugbesetzung auf der Gesamtstrecke Esslingen (Neckar)–Ludwigsburg. Der Stationsabstand schwankte dabei zwischen 1,73 und 3,97 Kilometern, der mittlere Abstand betrug 2,7 Kilometer und die Höchstgeschwindigkeit der Triebwagenzüge 75 km/h. Insbesondere in der Esslinger Umgebung schritt durch die Einbeziehung in den elektrischen Vorortverkehr, zusätzlich zum Ausbau der industriellen Anlagen, die Urbanisierung rasch voran.

### Weitere Entwicklung unter der Deutschen Reichsbahn
Nach 1933 erweiterte die Deutsche Reichsbahn ihren elektrischen Vorortverkehr sukzessive, wenngleich der Taktfahrplan sowie die Durchbindungen im Stuttgarter Hauptbahnhof stets auf die Hauptrelation Esslingen (Neckar)–Ludwigsburg beschränkt blieben:
- 7. Oktober 1934: Plochingen–Tübingen Hbf
- 15. Mai 1939: Stuttgart-Zuffenhausen–Leonberg
- 18. Dezember 1939: Leonberg–Weil der Stadt

Für den Betrieb auf der Schwarzwaldbahn standen 1939 allerdings noch nicht genügend Triebwagen zur Verfügung. So fuhren Richtung Weil der Stadt zunächst weiterhin aus zweiachsigen Personenwagen gebildete Züge, die dort für die Weiterfahrt Richtung Calw von einer Elektro- auf eine Dampflokomotive umgespannt wurden. Der eigentliche Betrieb mit elektrischen Vororttriebwagen bis Weil der Stadt begann dann erst am 6. Oktober 1940.
Ebenfalls 1940 eröffnete die Deutsche Reichsbahn außerdem provisorisch ein drittes Gleis zwischen Ludwigsburg und Bietigheim (Württ), konnte dieses aber nicht mehr elektrifizieren. Der Ausbau Richtung Plochingen wurde erneut zurückgestellt. Ferner musste die Taktfrequenz auf der Stammstrecke im Zweiten Weltkrieg vorübergehend von 20 auf 30 Minuten gestreckt werden.

### Nach dem Zweiten Weltkrieg

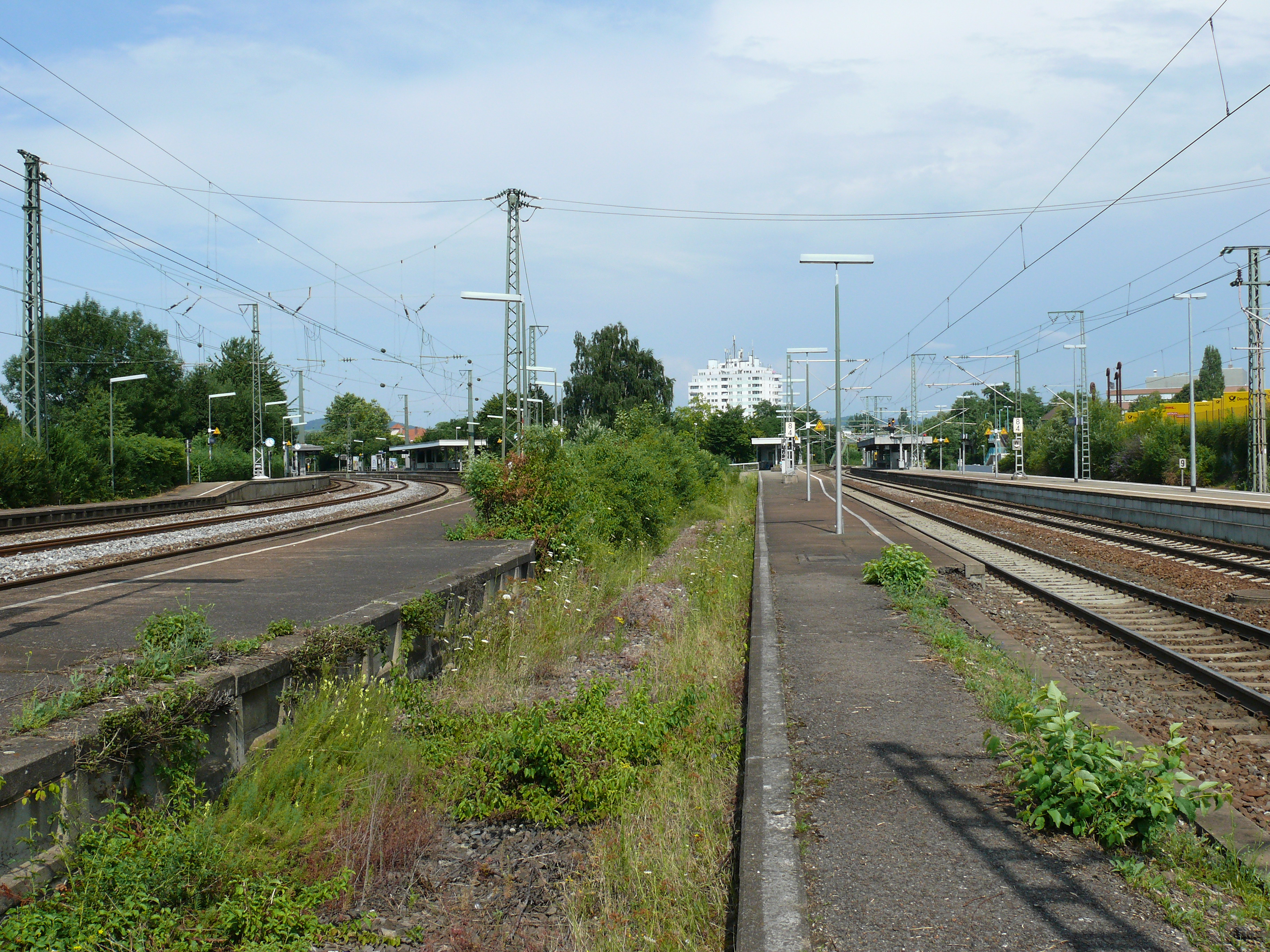
Waiblingen, ehemaliges Stumpfgleis des ab 1949 vorübergehend hier endenden elektrischen Vorortverkehrs

Nach der kriegsbedingten Unterbrechung konnte der elektrische Vorortverkehr Ende Juni 1945 zwischen Stuttgart und Ludwigsburg sowie zwischen Bad Cannstatt und Esslingen wieder aufgenommen werden. Eine Durchbindung war vorerst noch nicht möglich, weil die Rosensteinbrücke zerstört war. Nach Instandsetzung der Gleisanlagen konnte ab etwa 1948 auch wieder an weitere Elektrifizierungsmaßnahmen gedacht werden.
So setzte schließlich die Deutsche Bundesbahn den Ausbau des Vorortverkehrs fort, wobei die Oberleitung am 2. Oktober 1949 Waiblingen, am 10. November 1950 Bietigheim (Württ), am 6. Oktober 1951 Mühlacker, am 23. Mai 1954 Bruchsal, am 1. Juni 1959 Heilbronn Hbf, am 27. Mai 1962 Schorndorf, am 26. Mai 1963 Böblingen und am 26. September 1965 Backnang erreichte. Damit waren alle Hauptstrecken rund um Stuttgart unter Fahrdraht und der Nahverkehr wurde nun ausschließlich mit elektrischen Zügen bedient. Es folgten noch weitere Elektrifizierungen in der Region, darunter Schorndorf–Aalen am 26. September 1971 und Böblingen–Horb am Neckar am 29. September 1974. Außerdem konnte am 27. September 1970 – mit jahrzehntelanger Verspätung – das dritte und vierte Gleis zwischen Esslingen und Plochingen eröffnet werden.
Ab dem Sommerfahrplan 1951 verkehrten die Vororttriebwagen nicht mehr als Zuggattung Personenzug, sondern als Nahschnellverkehrs-Triebwagen (Nt), der Taktverkehr galt mittlerweile auf der Relation Bietigheim (Württ)–Plochingen.
Am 1. Oktober 1978 nahmen schließlich die S-Bahn, zunächst nur auf den Strecken nach Plochingen, Ludwigsburg und Weil der Stadt, und der Verkehrs- und Tarifverbund Stuttgart ihren regulären Betrieb auf. Damit endete der Stuttgarter Vorortverkehr alter Prägung weitgehend, wenngleich auf einzelnen Relationen noch bis 1985 ältere Triebwagen fuhren.

## Fahrzeugeinsatz

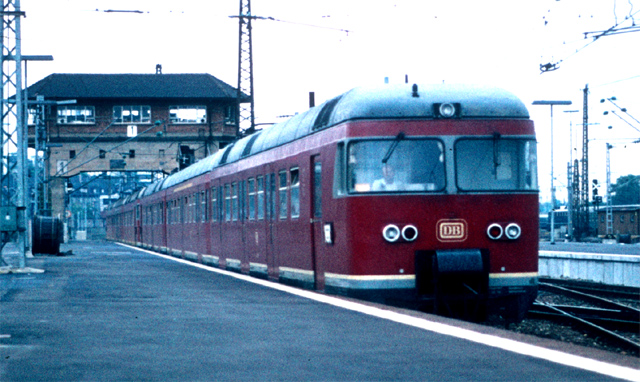
Ein Zug der Baureihe 427 bei der Einfahrt in den Stuttgarter Hauptbahnhof, 1974

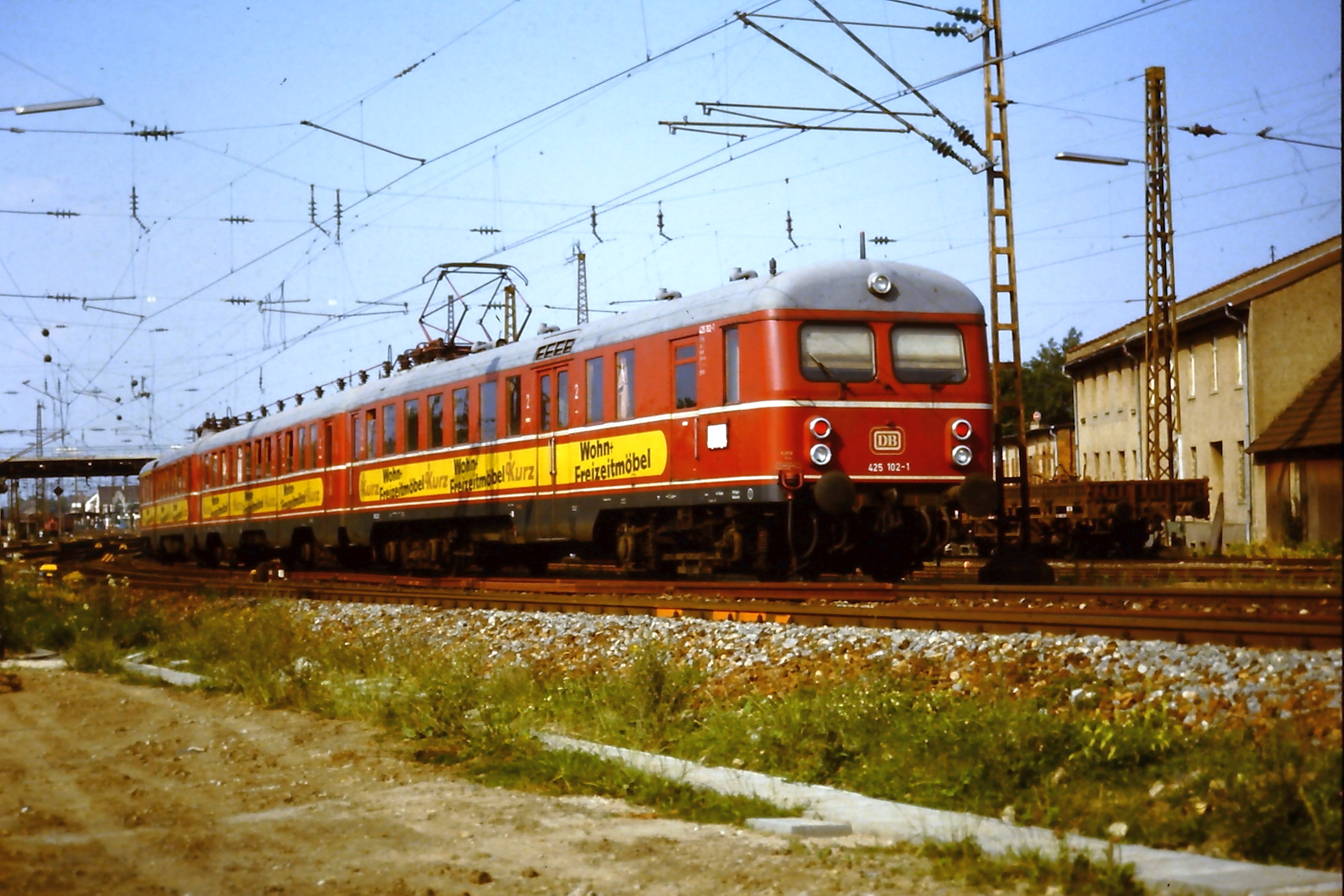
Ein Zug der Baureihe 425 in Mühlacker, 1984. Typisch für den Stuttgarter Vorortverkehr war die Außenwerbung

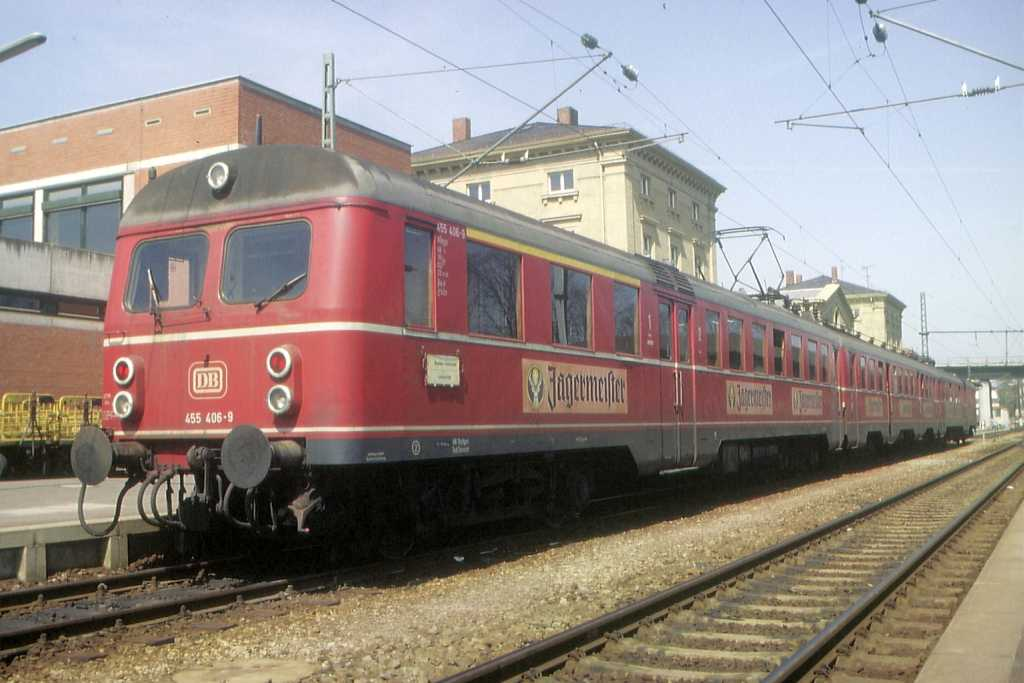
Ein Zug der Baureihe 455 in Osterburken, 1984

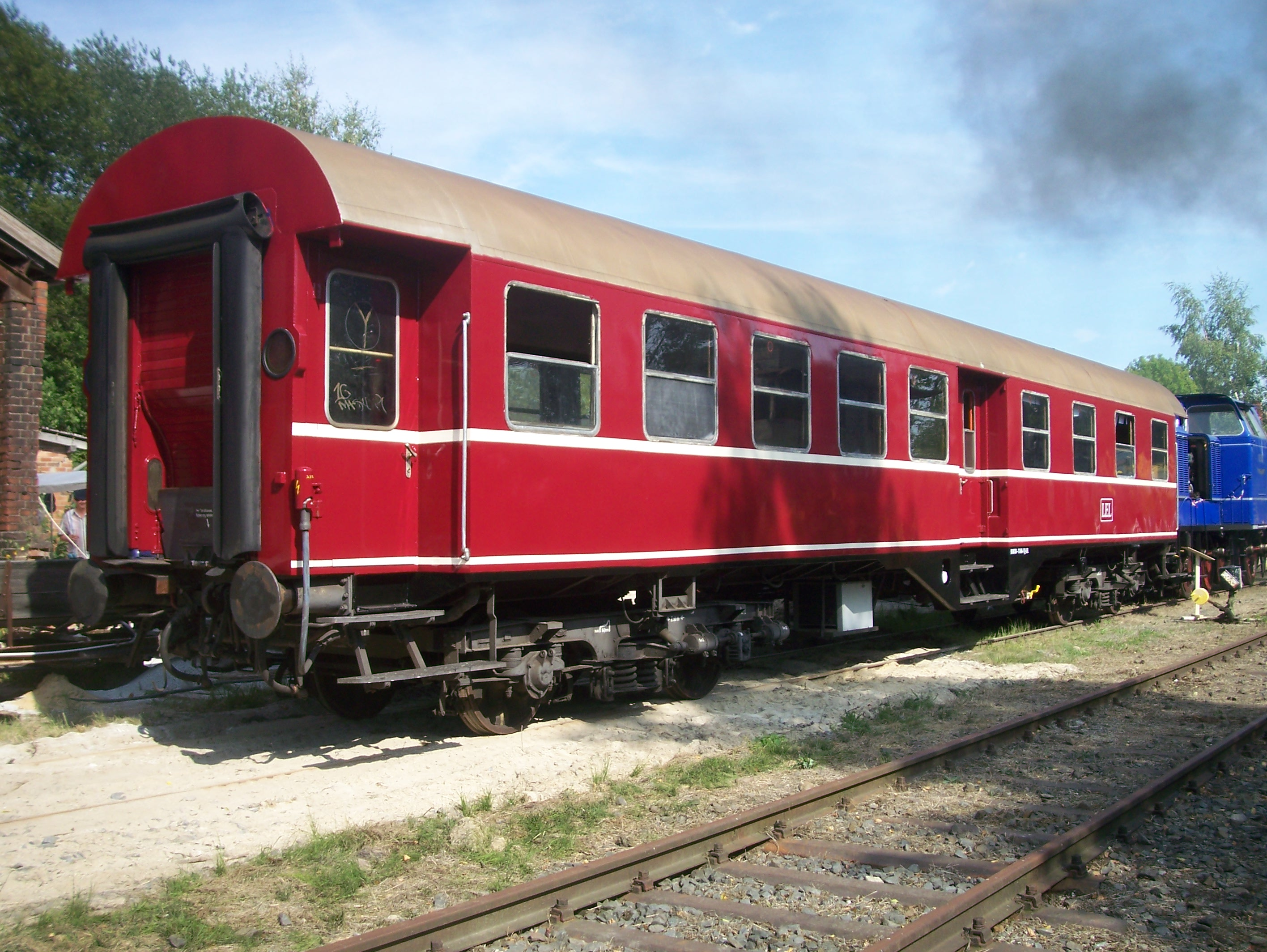
AB4yg-Umbauwagen, im Einsatz ab den 1960er Jahren

Schon die Königlich Württembergischen Staats-Eisenbahnen beschafften für den, damals noch dampfbetriebenen, Stuttgarter Vorortverkehr eigens entwickelte Fahrzeuge. Diese ab 1919 gebauten zweiachsigen Durchgangswagen mit zusätzlichen mittleren Einstiegstüren und Fahrgastflussregelung waren paarweise kurzgekuppelt zusammengesetzt um die Zuglänge zu verkürzen. Ihre Türanordnung und das verhältnismäßig große Fassungsvermögen hatten den Vorteil rascher Zugabfertigung, weshalb sie später als konstruktives Vorbild für die elektrischen Triebwagen dienten.
Für die Aufnahme des elektrischen Vorortverkehrs im Jahr 1933 entwickelte die Maschinenfabrik Esslingen im Auftrag der Reichsbahndirektion Stuttgart schließlich die vierachsigen Trieb- und Steuerwagen der Baureihe ET 65 / ES 65, die in der Regel um zweiachsige Mittelwagen in Form der bereits vorhandenen Vorortwagen württembergischer Bauart ergänzt wurden. Nach dem Zweiten Weltkrieg reichten die vorhandenen Triebwagenzüge jedoch nicht mehr aus, um auch die neu hinzugekommenen Strecken zu bedienen. Deshalb beheimatete die Deutsche Bundesbahn auch jüngere Triebwagen der Baureihen ET 25, ET 55 und ET 56 im Raum Stuttgart und stellte zudem 1964 die neue Baureihe ET 27 in den Dienst. Der Einsatz der Ursprungstriebwagen von 1933 konzentrierte die Deutsche Bundesbahn hauptsächlich auf die Strecke Bietigheim (Württ)–Stuttgart Hbf–Plochingen(–Tübingen Hbf), vor allem wurden sie von der Schwarzwaldbahn abgezogen. Ferner ersetzte sie die alten württembergischen Mittelwagen in den 1960er Jahren durch vierachsige Umbauwagen der Gattung AB4yg.
Trotz der Verstärkung durch weitere Baureihen blieben Triebwagenzüge auf den Strecken Richtung Aalen und Horb die Ausnahme, nach Backnang verkehrten planmäßig überhaupt keine. Dort waren im Wesentlichen Wendezüge anzutreffen, gebildet aus n-Wagen und Elektrolokomotiven der Baureihe 141. Die Baureihe ET 65 / ES 65 von 1933 verkehrte letztmals am 30. September 1978, nachdem zuvor bereits ab 1977 einzelne ihrer Leistungen von S-Bahn-Triebwagen der Baureihe 420 im Vorlaufbetrieb erbracht wurden. Die jüngeren Triebwagen verkehrten teilweise noch bis 1985.